# Tunica albuginea a clitorisului
Tunica albuginea (membrană albă) reprezintă un țesut conjunctiv, învelișul fibros și dens al corpurilor cavernoase. Tunica albuginea este alcătuită din fibre de colagen și elastină (substanță organică elastică și albuminoasă). În regiune corpului clitorisului grosime medie a tunicii măsoară aproximativ 300 μm (0,3 mm).

## Structură
Tunica albuginea a clitorisului este alcătuit din două straturi de fascicule de colagen. Fasciculele din stratul profund sunt orientate circular, în timp ce stratul superficial este orientat longitudinal și formează un tub cilindric. Totuși, doar stratul circular profund poate fi clar vizibil în structura clitorisului. Prezența plexului venos subalbugineal în corpii cavernoași clitoridieni este controversată. Există publicații care neagă prezența plexului, altele confirmă.
Clitorisul este alcătuit din doi corpi cavernoși fiecare fiind înfășurat cu propria tunică albuginea. La nivelul rădăcinilor clitorisului, tunica este mai subțire și poate fi vizualizată doar prin intermediul disecției, deoarece este complet acoperită de mușchiul ischiocavernos.
Până în locul joncțiunii a rădăcinilor clitoridiene, corpii cavernoși ale rădăcinii încă își păstrează forma cilindrică. Dar, după alipire, corpii cavernoși cilindrici preiau forme semicilindrice (în secțiune transversală). Corpurile cavernoase ale rădăcinilor concresc reciproc prin suprafețele mediale, formând corpul clitorisului, și albuginea se contopește într-o tunică comună. Pe linia mediană, între corpii cavernoși, tunica albuginea formează septul clitoridian prin unirea fibrelor conjunctive. Tunica albuginea tapetează complet corpii cavernoși și se conectează, deasupra corpului clitorisului, cu fascicule de colagene ale ligamentului suspensor.
De la fața profundă a tunicii albuginee și de pe septul median se pleacă spre interiorul copurilor cavernoase un sistem de trabecule care se ramifică în toate direcțiile. Trabeculele sunt alcătuite dintr-un țesut fibros elastic și muscular neted, delimitând un sistem de spații cavernoase interconectate care se umplu cu sânge în timpul excitației.

## Funcție
Existența albuginei este esențială în realizarea fenomenului de tumescență a clitorisului (erecție). Fasciculele de colagen ale albuginea sunt ondulate și au proprietatea de a se extinde. În rezultatul umplerii cavernelor cu sânge are loc compresia venelor plexului sub-albugineal prevenind refluxul sângelui din corpii cavernoși. La un moment, din cauza subțierii sale și a întinderii complete a fibrelor de colagen, tunica se opune presiunii sângelui acumulat în corpi. Astfel, dilatarea clitorisului încetează și devine maximă oferindu-i rigiditate. 

## Tunica bulbului vestibular
Tunica bulbilor vestibulari are aceeași structură ca cea a corpurilor clitoridieni, cu deosebirea că albuginea și trabeculele sunt mai fine, și cavernele relativ mai mari. 

## Omologie
Tunica albuginea a clitorisului prezintă caracteristici asemănătoare cu cea corpilor cavernoși ai penisului cu unele diferențe. Tunica albuginea feminină este de 2-3 ori mai subțire. Fibrile longitudinale superficiale ale albuginea clitoridiene sunt mai rare, în cea mai mare parte a lungimii corpilor cavernoși, sau chiar absente pe anumite porțiuni. La bărbați cele două straturi de fascicule de colagen ale tunicii sunt bine exprimate. Acesta se explică prin alungirea modestă a clitorisului în timpul excitației, comparativ cu cea a penisului care are un rol important în actul sexual.